# Jean Stern
Jean Stern (n. 19 februarie 1875, Paris, Île-de-France, Franța – d. 15 decembrie 1962, Paris, Région parisienne, Franța) a fost un scrimer francez, medaliat olimpic. A participat la o ediție a Jocurilor Olimpice (1908) în care a câștigat o medalie de aur.

## Participări
Lista de mai jos prezintă principalele competiții la care a participat Jean Stern de-a lungul carierei.
- fencing at the 1908 Summer Olympics – men's team épée[*]